# The Hollywood Reporter
The Hollywood Reporter er et amerikansk brancheblad for underholdningsindustrien og blev lanceret af William R. Wilkerson den 3. september 1930. Sammen med Variety er det det største magasin indenfor sit område.